# Adams Seamount
L'Adams Seamount è una montagna e vulcano sottomarino situato al di sopra del punto caldo di Pitcairn, nell'Oceano Pacifico centrale, circa 90 km a ovest delle Isole Pitcairn.
È un'imponente montagna sottomarina che si innalza di 3.500 m al di sopra del fondale marino fino ad appena 39 m al di sotto della superficie dell'oceano.